# Okres Kisvárda
Okres Kisvárda (maďarsky Kisvárdai járás) je jedním ze třinácti okresů maďarské župy Szabolcs-Szatmár-Bereg. Jeho centrem je město Kisvárda.

## Sídla
V okrese se nachází celkem 3 města a 20 obcí.
| Jméno obce        | Typ obce   | Počet obyvatel | Rozloha (km²) |
| ----------------- | ---------- | -------------- | ------------- |
| Kisvárda          | okr. město | 16 888         | 35,91         |
| Ajak              | město      | 3 785          | 24,76         |
| Dombrád           | město      | 4 070          | 51,84         |
| Anarcs            | vesnice    | 1 910          | 17,06         |
| Döge              | vesnice    | 2 206          | 16,54         |
| Fényeslitke       | vesnice    | 2 516          | 25,15         |
| Gyulaháza         | vesnice    | 1 939          | 22,09         |
| Jéke              | vesnice    | 729            | 6,32          |
| Kékcse            | vesnice    | 1 546          | 18,23         |
| Lövőpetri         | vesnice    | 467            | 9,26          |
| Mezőladány        | vesnice    | 1 086          | 14,04         |
| Nyírkarász        | vesnice    | 2 371          | 41,43         |
| Nyírlövő          | vesnice    | 676            | 7,91          |
| Nyírtass          | vesnice    | 2 063          | 37,95         |
| Pap               | vesnice    | 1 839          | 17,15         |
| Pátroha           | vesnice    | 2 905          | 39,23         |
| Rétközberencs     | vesnice    | 1 105          | 15,80         |
| Szabolcsbáka      | vesnice    | 1 199          | 19,84         |
| Szabolcsveresmart | vesnice    | 1 728          | 22,95         |
| Tiszakanyár       | vesnice    | 1 599          | 5,51          |
| Tornyospálca      | vesnice    | 2 655          | 43,65         |
| Újdombrád         | vesnice    | 742            | 10,78         |
| Újkenéz           | vesnice    | 1 026          | 9,69          |